# I. e. 40. század
| Évezredek i.e. | 10. | 9. | 8. | 7. | 6. | 5. | 4. | 3. | 2. | 1. | Időszámítás kezdete | 1. | 2. | 3. | 4. | 5. | 6. | 7. | 8. | 9. | 10. | Évezredek i.sz. |

## Események
- Az északi Jeges-tenger jégmentes (~i. e. 5000-4000).[1] a holocén éghajlati optimum idején.
- Az Ubaid-kultúra utolsó szakasza és az Uruk-kultúra kezdeti szakasza Dél-Mezopotámiában.
- Egyiptomban a Nagada I kezdete, a Badari kultúra befejező szakasza.
- Elkészül az a korong, amely ma tatárlakai lelet néven ismert.
- A lengyeli kultúra egyik szobrásza megalkotja a zengővárkonyi madonnát.
- Új népesség telepedik meg Elámban, megalapítják Szúza városát, a későbbi történelem egyik legfontosabb elámita városát.

## Találmányok, felfedezések
- Fazekaskorong
- Rézöntés
- Öntözéses földművelés
- Festett agyagedények (Egyiptom)